# Симбірцев Василь Іванович
Симбірцев Василь Іванович (1895—197?) — радянський і український кінооператор.
Народ. 30 січня 1895 р. у станиці Новоанненській Донської обл. в родині вчителя. Працював художником на Сільськогосподарській виставці у Москві (1923).
Закінчив операторський факультет Московського державного технікуму кінематографії (1935).
У кіно — з 1927 року. Зняв (в тому числі — у співавторстві) більше двадцяти кінофільмів. Був оператором на «Ленфільмі», потім — на «Узбекфільмі» й «Таджикфільмі» (у кінокартинах: «Північна любов», «Іудушка Головльов» тощо).
З 1954 р. працював на Одеській студії художніх фільмів, де зняв стрічки: «Тінь біля пірсу» (1955), «Координати невідомі» (1957), «Матрос зійшов на берег» (1958, у співавт. з Г. Нікуліним), «Чорноморочка» (1959, у співавт. з Р. Василевським), «Таємниця Дімки Кармія» (1960), «Їм було дев'ятнадцять...» (1960, у співавт. з М. Козубенко), «Дивак-людина» (1962, у співавт. з М. Луканьовим).
Був членом Спілки кінематографістів УРСР.
У 1965 році виїхав з України і жив у Ленінграді. Помер в сімдесяті роки.